# Bomarea hartwegii
Bomarea hartwegii es una especie de planta fanerógama perteneciente a la familia de las Alstroemeriáceas.  Es originaria de Ecuador.

## Descripción
Es una hierba terrestre endémica de Ecuador y conocida a partir de dos registros en la provincia de Pichincha. El tipo fue recogido por Édouard-François André, antes de 1882, en Monte Corazón a 2500 m de altitud. El segundo registro, por Holmgren y Heilbor, no tiene ni la información de localidad ni altitud. No está registrado en la red de áreas protegidas de Ecuador, pero puede aparecer en los remanentes de bosques montanos en la Reserva Ecológica Los Ilinizas y el Refugio de Vida Silvestre Pasochoa. Las principales amenazas son la deforestación, las especies invasoras y la fragmentación del hábitat. No hay ejemplares de esta especie que se encuentren en museos ecuatorianos. La destrucción del hábitat es la única conocida amenaza para la especie.

## Taxonomía
Bomarea hartwegii fue descrita por John Gilbert Baker, y publicado en Journal of Botany, British and Foreign 20: 203. 1882.
Etimología
Bomarea: nombre genérico que está dedicado al farmacéutico francés Jacques-Christophe Valmont de Bomare (1731-1807), que visitó diversos países de Europa y es autor de “Dictionnaire raisonné universel d’histoire naturelle” en 12 volúmenes (desde 1768).
hartwegii:  epíteto otorgado en honor del botánico Karl Theodor Hartweg. 